# Cuinchy
Cuinchy település Franciaországban, Pas-de-Calais megyében. Lakosainak száma 1784 fő (2022. január 1.). Cuinchy Festubert, Vermelles, Violaines, Annequin, Beuvry, Cambrin és Givenchy-lès-la-Bassée községekkel határos.

## Népesség
A település népességének változása:
| Lakosok száma | 1731 | 1750 | 1761 | 1741 | 1746 | 1746 | 1751 | 1754 | 1784 |
|               | 2013 | 2015 | 2016 | 2017 | 2018 | 2019 | 2020 | 2021 | 2022 |